# Горишнее (Новороздольская городская община)
Горишнее (укр. Горішнє) — село в Новороздольской городской общине Стрыйского района Львовской области Украины.
Население по переписи 2001 года составляло 701 человек. Занимает площадь 2,141 км². Почтовый индекс — 81656. Телефонный код — 3241.

## История
В 1946 году указом ПВС УССР село Ляшки-Горишные переименовано в Горишнее.